# Běh na lyžích na Zimních olympijských hrách 1936
Běh na lyžích na Zimních olympijských hrách 1936 v Garmisch-Partenkirchenu.

## Medailové pořadí zemí
| Pořadí | Země          | Zlato | Stříbro | Bronz | Celkově |
| ------ | ------------- | ----- | ------- | ----- | ------- |
| 1.     | Švédsko (SWE) | 2     | 1       | 2     | 5       |
| 2.     | Finsko (FIN)  | 1     | 0       | 1     | 2       |
| 3.     | Norsko (NOR)  | 0     | 2       | 0     | 2       |
|        | Celkem        | 3     | 3       | 3     | 9       |

## Medailisté

### Muži
| Disciplína        | Zlato                                                                        | Výkon   | Stříbro                                                                            | Výkon   | Bronz                                                                               | Výkon   |
| ----------------- | ---------------------------------------------------------------------------- | ------- | ---------------------------------------------------------------------------------- | ------- | ----------------------------------------------------------------------------------- | ------- |
| 18 km             | Erik August Larsson · Švédsko (SWE)                                          | 1:14:38 | Oddbjørn Hagen · Norsko (NOR)                                                      | 1:15:33 | Pekka Niemi · Finsko (FIN)                                                          | 1:16:59 |
| 50 km             | Elis Wiklund · Švédsko (SWE)                                                 | 3:30:11 | Axel Wikström · Švédsko (SWE)                                                      | 3:33:20 | Nils-Joel Englund · Švédsko (SWE)                                                   | 3:34:10 |
| štafeta 4 × 10 km | Finsko (FIN) · Kalle Jalkanen · Klaes Karppinen · Matti Lähde · Sulo Nurmela | 2:41:33 | Norsko (NOR) · Sverre Brodahl · Oddbjørn Hagen · Olaf Hoffsbakken · Bjarne Iversen | 2:41:39 | Švédsko (SWE) · John Berger · Arthur Häggblad · Erik August Larsson · Martin Matsbo | 2:43:03 |